# Вулиця Героїв Чорнобиля (Біла Церква)
Вулиця Героїв Чорнобиля  — одна з вулиць у місті Біла Церква.
Бере свій початок від провулку Академічного вздовж вулиці 1-ша Піщана. Названа в честь Героїв Чорнобиля

## Будівлі
- Група компаній «Євротек», 1[1].